# Olympische Jugend-Sommerspiele 2018/Teilnehmer (Lettland)
| Gelbes Symbol für Goldmedaillen mit stilisierten Olympischen Ringen | Graues Symbol für Silbermedaillen mit stilisierten Olympischen Ringen | Braundes Symbol für Bronzemedaillen mit stilisierten Olympischen Ringen |
| ------------------------------------------------------------------- | --------------------------------------------------------------------- | ----------------------------------------------------------------------- |
| —                                                                   | —                                                                     | —                                                                       |

Die Jugend-Olympiamannschaft aus Lettland für die III. Olympischen Jugend-Sommerspiele vom 6. bis 18. Oktober 2018 in Buenos Aires (Argentinien) bestand aus 18 Athleten.

## Athleten nach Sportarten

### Basketball
Jungen
- 3x3: 13. Platz
- Niks Salenieks
Dunk: 5. Platz
- Aivars Dambis
- Jurģis Dudeks
- Reinis Krūmiņš

### Breakdance
Mädchen
- Anastasia Solovjova "Anastasia"
Einzel: 10. Platz
Mixed: 7. Platz (mit Shigeyuki Nakarai "Shigekix"  Japan)

### Leichtathletik
Mädchen
- Nora Ķigure
100 m: 25. Platz
- Patricija Cīrule
800 m: 8. Platz
- Elīza Kraule
100 m Hürden: 16. Platz

### Radsport
- Patriks Vīksna
BMX Freistil Mixed: 4. Platz (mit Yeinkerly Hernández  Venezuela)
- Airisa Galiņa
- Edvards Glāzers
BMX Rennen Mixed: 4. Platz

### Schießen
Jungen
- Rihards Zorge
Luftpistole 10 m: 8. Platz
Mixed: 8. Platz (mit Giulia Campostrini  Italien)

### Schwimmen
| Mädchen - Ieva Maļuka 50 m Freistil: 20. Platz 100 m Freistil: 10. Platz 200 m Freistil: 17. Platz 400 m Freistil: 21. Platz 50 m Schmetterling: 16. Platz 200 m Lagen: 17. Platz - Arina Baikova 50 m Freistil: 30. Platz 50 m Rücken: 9. Platz 100 m Rücken: 18. Platz | Jungen - Didzis Rudavs 50 m Brust: 13. Platz 100 m Brust: 25. Platz - Jānis Siliņš 100 m Brust: 18. Platz 200 m Brust: 15. Platz |

### Tennis
Mädchen
- Daniela Vismane
Einzel: Viertelfinale
Doppel: 1. Runde (mit Wiktoryja Kanapazkaja  Belarus)
Mixed: 1. Runde (mit Dalibor Svrčina  Tschechien)

### Turnen

#### Gymnastik
Jungen
- Oļegs Ivanovs
Einzelmehrkampf: 11. Platz
Boden: 31. Platz
Pferd: 10. Platz
Barren: 17. Platz
Reck: 7. Platz
Ringe: 7. Platz
Seitpferd: 20. Platz
Mixed: 12. Platz (im Team Hellgrün)